# Trachea subviridis
Trachea subviridis är en fjärilsart som beskrevs av Butler 1878. Trachea subviridis ingår i släktet Trachea och familjen nattflyn. Inga underarter finns listade i Catalogue of Life.